# Under the Sign of the Iron Cross
Under the Sign of the Iron Cross è il nono album in studio del gruppo musicale blackened death metal olandese God Dethroned, pubblicato nel 2010 dall'etichetta discografica Metal Blade.

## Il disco
Il disco è concept incentrato sulla prima guerra mondiale ed in particolare sulle azioni degli eserciti degli imperi centrali. I testi si soffermano spesso sui massacri ai danni di popoli che si sono trovati vittime di una guerra per l'egemonia del territorio, ne è un esempio la traccia Through Byzantine Hemispheres che narra delle battaglie che portarono alla disgregazione dell'impero ottomano.
Il titolo e la copertina dell'album fanno riferimento alla croce di ferro, decorazione militare usata dall'esercito tedesco nelle due guerre mondiali. Nonostante questo simbolo sia spesso presente nell'iconografia nazista, in questo caso fa puramente riferimento alla decorazione prussiana, senza alcun legame con il Terzo Reich. Ciò lo si evince dalla lettura dei testi delle canzoni, che intendono fornire una panoramica degli eventi ponendo l'accento sugli orrori della grande guerra.
Il disco è uscito sia in CD, in versione jewelcase e in digipack, che in vinile a tiratura limitata.

## Tracce
Testi e musiche di Henri Sattler.
1. The Declaration of War (strumentale) – 0:57
2. Storm of Steel – 3:41
3. Fire Storm – 3:09
4. The Killing Is Faceless – 4:54
5. Under the Sign of the Iron Cross – 5:15
6. Chaos Reigns at Dawn – 4:05
7. Through Byzantine Hemispheres – 3:04
8. The Red Baron – 3:51
9. On Fields of Death & Desolation – 7:29

## Formazione
Membri del gruppo
- Henri Sattler − voce, chitarra elettrica
- Danny Tunker − chitarra elettrica
- Henk Zinger − basso
- Michiel van der Plicht − batteria

Membri aggiuntivi
- Marco van der Velde − voce (pulita) nella title track
- Joerg Uken − tastiere